# Software colaborativo
Software colaborativo (ou groupware) é um software que apoia o trabalho em grupo, coletivamente. Skip Ellis o definiu como um "sistema baseado em computador que auxilia grupos de pessoas envolvidas em tarefas comuns (ou objetivos) e que provê interface para um ambiente compartilhado".
Sistemas de softwares como e-mail (assíncrono), agenda corporativa, bate-papo (chat) e wiki pertencem a esta categoria. Foi sugerido que a lei de Metcalfe: "o valor de um sistema de comunicação cresce na razão do quadrado do número de usuários do sistema", se aplica a tais softwares. Assim como a lei de Linus: "dados olhos suficientes, todos os erros são triviais", que é muito utilizada no contexto de software livre e open source.
O termo mais comum para software social se aplica a sistemas fora do ambiente de trabalho, como por exemplo, serviços de namoro online e redes sociais, como o Facebook e o Orkut. Esse novo conjunto de ferramentas também é conhecido como Web 2.0, termo cunhado por Tim O´Reilly ( ), e tem como principal diferencial seu ambiente de interação e participação. O estudo da colaboração com auxílio de computadores inclui o estudo deste software e dos fenômenos sociais associados a ele.

## Vantagens de software colaborativo
- Torna o trabalho em grupo mais eficiente;
- Diminui o tempo gasto nas atividades em grupo;
- Reduz o custo de realização das atividades em grupo;
- Possibilita certos tipos de tarefas em grupo que seriam impossíveis sem o suporte computacional;
- Possibilita dar continuidade a um trabalho.

## Ambiente colaborativo

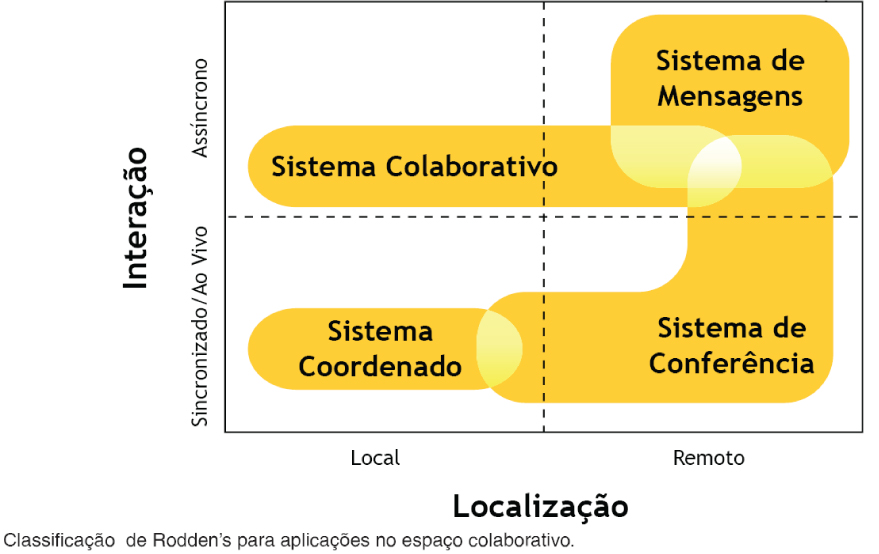
Classificação de Tom Rodden para aplicações no espaço colaborativo

As aplicações no espaço colaborativo estão vulneráveis a variáveis de interação e o local onde acontecem. De acordo com os valores destas variáveis podem ser classificados como:
- Sistema de mensagens - Transferência de Informação, onde os usuários trabalham sozinhos. Ex: E-mail.
- Sistema de conferência - Distribuição de informação para uma comunidade. A comunicação é em tempo real. Ex: Sala de Bate papo.
- Sistema coordenado - A informação é gerada por um grupo de pessoas no mesmo espaço físico com suporte do computador. Ex: White-boards.
- Sistema colaborativo - Sistemas de múltiplos autores por meio de uma plataforma de geração de conteúdo. Ex: Sistema de versão de documentos que indicam as atualizações.

## Áreas de aplicação
Dentre as diversas áreas em que software colaborativo pode ser aplicado, podemos citar: educação, engenharia de software, projetos participativos, pesquisa, teletrabalho e telemedicina.

## Educação
No âmbito de educação, as interações podem ser tanto síncronas quanto assíncronas. Podem ser desenvolvidas salas eletrônicas com participação de centenas de alunos onde há a troca de mensagens entre alunos e professores. Onde, eletronicamente, dúvidas são esclarecidas e exercícios são aplicados.
As salas eletrônicas possibilitam que alunos que não estejam geograficamente próximos falem o mesmo idioma.
O material é disponibilizado pelo professor, e todos os alunos podem acessar e interagir tanto com o professor quanto entre si.
O conteúdo do material pode ser o mais variado possível, podendo ir de tutoriais, artigos, mensagens a aulas filmadas, teleconferências e aplicativos dinâmicos de ensino.
Os groupwares podem ser criados para melhorar a interação entre os alunos, através das ferramentes desenvolvidas com base nesta tecnologia e conceito.
Os professores também podem interagir inclusive com outros professores.
Os sistemas de CSCW vem para revolucionar a educação, criando ferramentas dinâmicas e quebrando as barreiras existentes no sistema convencional.

## Engenharia de software
Uma das grandes promessas dos softwares colaborativos está no processo de engenharia de software, onde esta tecnologia poderá integrar todas as fases (análise, projeto, implementação, verificação e manutenção) do processo de desenvolvimento de um software. Grupos diversos podem cooperar e centralizar seus trabalhos de forma dinâmica e organizada. A maior expectativa é de que ferramentas CSCW possam melhorar a produtividade dos diversos grupos e a interação entre eles é a grande chave para o sucesso deste tipo de trabalho. O desenvolvimento de software é essencialmente cooperativo, mesmo que os membros do grupo mudem entre as fases do processo.

## Projeto participativo
O projeto participativo tem o objetivo de unir projetistas e usuários de um projeto no desenvolvimento de um sistema. Para isto, é necessário que os dois grupos compreendam os principais aspectos do processo. O usuário deve ser incluído nas  decisões e não apenas "ser envolvido" no processo. Os usuários são o grupo mais qualificados para determinar e melhorar seu próprio trabalhos e seu espaço de atuação. Por isso, usuário e desenvolvedor devem trabalhar juntos. Onde o usuário participa do projeto juntamente com o próprio projetista, isto implica o projetista aprender sobre as áreas e sobre a aplicação do futuro projeto, e o usuário a aprender sobre as novas tecnologias utilizadas no projeto. Esta forma simples é um caminho para usuários e projetistas aplicarem seus conhecimentos e experiências em projetos de sistemas.
No desenvolvimento do projeto é necessário uma ferramenta que faça a união dos conhecimentos dos usuários para que esse seja acrescentado no projeto, portanto, o foco fica na correalização do projeto. O principal desafio dos groupwares de suporte a esta área, é superar a diferença entre seus usuários. Os sistemas de co-autoria devem oferecer facilidades técnicas que atendam aos projetistas e uma interface gráfica amigável o suficiente para permitir que os usuários tenham efetiva participação na elaboração do projeto.
O trabalho, a produção conjunta e a troca de informações  são fatores fundamentais em um projeto participativo. A Comunicação tem extrema importância, seja para transmissão de informações, ou mesmo para tomada de decisões o compartilhamento das informações se torna  essencial para evitar esforços repetitivos.
Muitos dos fracassos de software não são devidos a problemas técnicos, mas sim em não se considerar fatores sociais e humanos no que tange à interação com o software.

## Pesquisa
A  área  de pesquisa tem como objetivo oferecer um ambiente integrado, permitindo o acesso de todos os pesquisadores interessados em contribuir com suas experiências e ao mesmo tempo adquirir novos conhecimentos, e que coletivamente atingem ou buscam atingir um mesmo objetivo, uma mesma área de pesquisa.
Nesta  área de pesquisa, um grande número de projetos envolve grupos de pesquisadores de diversos países ou organizações. Os sistemas de co-autoria são usados como ferramenta de compartilhamento de objetos que podem ser textos, documentos ou protótipos possibilitando a troca de experiência, salas eletrônicas são muito usadas neste tipo de pesquisa, possibilitando aos pesquisadores que se encontrem virtualmente, sem a necessidade de deslocamento. Os pesquisadores de todos os países registram as suas pesquisas através de publicações; para discussões mais específicas sobre as questões que envolvem a área, e também para fomentar e ampliar o interesse de pesquisa nesta mesma área por outros pesquisadores.
Esta dimensão da atuação do projeto pauta-se na integração com as comunidades agrícolas com vistas a realizar análise das demandas por processos de comunicação e por sistemas de informação.

## Fluxo de trabalho
Graças à americanização dos termos relacionados à informática, o termo "fluxo de trabalho" pode, a princípio, parecer desconhecido. Contudo, com um pouco mais de atenção nota-se que esse termo nada mais é do que a tradução do conhecido workflow que é uma forma de automatizar fluxos de trabalho onde os envolvidos usam  certificados digitais para assinarem digitalmente documentos eletrônicos. Um dos certificados mais usados pelo Fluxo de Trabalho é o ICP-Brasil (Infra estrutura de chaves públicas do Brasil).
A principal vantagem do workflow com certeza é a eliminação dos papeis para verificação. Contudo ele surgiu com a necessidade de redução de custos e agilização dos processos manufaturados. Hoje em dia pode-se dizer que o workflow  atende a  estas necessidades e fornece metodologias e software de suporte  à modelagem, e otimização e automação dos processos de negócio.
Além disso, esse software oferece uma interface rápida, amigável e de fácil desenvolvimento. Em síntese pode-se dizer que satisfaz a necessidade das empresas em encontrar soluções rápidas para se manterem competitivas e conquistarem novos mercados, garantindo integração e flexibilidade entre todos seus colaboradores.

## Teletrabalho
A forma de trabalho dos sonhos de qualquer funcionário insatisfeito com o seu chefe ou com algum “colega” de trabalho implicante certamente é o teletrabalho. Esse novo conceito que nasce graças ao poder da Internet, nada mais é do que: trabalho a distância.  Para ser um “telebralhador” é necessário estar trabalhando à distância sim, porém com auxílio de mecanismos de redes de computadores. O comum nesta área é a celebração de um compromisso entre a entidade requerente (Empresa) e o prestador de serviço que executa as tarefas encomendadas à distância (Empregado).
Existem “teletrabalhadores” de diversos ramos. Por exemplo, pode-se estar morando no Brasil e estar traduzindo um site americano para o português. Eis então algumas vantagens e desvantagens de ser um “teletrabalhador”:
Vantagens:
- Não existe horário rígido de trabalho;
- Pessoas portadoras de necessidades especiais, desde que capacitadas para o cargo podem trabalhar, assumir o cargo sem a preocupação se existe rampa nas dependências da empresa.
- Diminuição dos custos das empresas que contratam este tipo de trabalho (encargos fiscais, segurança social, subsídios de almoço etc.).

Desvantagens:
- Isolamento;
- A inexistência de legislação para este tipo de trabalho pode não beneficiar o empregado;
- A dificuldade de algumas pessoas na gestão e organização dos tempos (para trabalhar, descansar etc.) pode causar stress, angústia e depressões;
- Se não possuirmos condições favoráveis de trabalho em casa – local próprio de trabalho, relações familiares estáveis, etc. – o trabalho poderá ser prejudicado;

## Telemedicina
A telemedicina tem como objetivo conectar à longa distância, via tecnologia de informação e de comunicação, médicos e pacientes para que cuidados médicos sejam realizados. Nesta área o conceito de sistemas cooperativos fica bem exposto, pois médicos de localizações geográficas diferentes colaboram entre si afim através de um intercambio de informações visando melhorar a saúde das pessoas. Segundo a - Descritores em Ciências da Saúde telemedicina é "oferta dos serviços de saúde por telecomunicação remota".
A telemedicina pode ser usada, também, na assistência a pacientes crônicos, idosos e gestantes de alto risco, assim como na assistência direta ao paciente em sua casa. Contudo, levando-se em consideração que não são todos que tem esses recursos disponíveis pode-se dizer que ela, ainda é, um experimento laboratorial através da Internet.  Mesmo que sistemas de comunicação simples, como uma rede discada, poder ser utilizada nesse ramo ainda há o problema citado acima.
Em suma, essa não tão nova tecnologia, às vezes chamada também de telemática, que visa reduzir o tempo e custos de transporte de pacientes, ajustar o gerenciamento dos recursos de saúde devido a avaliação e triagem por especialistas, permitir o acesso rápido a especialistas em casos de desastres e emergências dentre outras, podem usar desde tecnologias de alto custo, como satélites, à de baixo custo, como internet discada.

## Ferramentas colaborativas
- Microsoft SharePoint
- IBM Lotus Notes
- Project Server
- Teamspace
- Runrun.it
- Wrike